# Perasta oštra trava
Perasta oštra trava (prosulja; lat. Pennisetum), nekadašnji biljni rod, jednogodišnje raslinje i trajnice iz porodice trava. Rod se sastojao od preko 80 vrsta, a u Hrvatskoj rastu P. glaucum (sivi muhar, muharika, sinje proso, Cenchrus americanus) i mekodlakava prosulja P. villosum, danas priznata kao Cenchrus longisetus.
Sjemenke sivog muhara mogu se kuhati, ili se mljeti u brašno, te od njega peći kruh, stoga se i uzgaja u Africi i Indiji.
Vrste ovog roda uključene su u rod Cenchrus, u Hrvatskoj nazivan sitnoplodac.

## Vrsta
1. Pennisetum alopecuroides
2. Pennisetum annuum
3. Pennisetum articulare
4. Pennisetum bambusiforme
5. Pennisetum basedowii
6. Pennisetum beckeroides
7. Pennisetum caffrum
8. Pennisetum chilense
9. Pennisetum clandestinum
10. Pennisetum complanatum
11. Pennisetum crinitum
12. Pennisetum cupreum
13. Pennisetum distachyum
14. Pennisetum divisum
15. Pennisetum domingense
16. Pennisetum durum
17. Pennisetum exiguum
18. Pennisetum flaccidum
19. Pennisetum flexile
20. Pennisetum foermerianum
21. Pennisetum frutescens
22. Pennisetum glaucifolium
23. Pennisetum glaucum
24. Pennisetum gracilescens
25. Pennisetum henryanum
26. Pennisetum hohenackeri
27. Pennisetum hordeoides
28. Pennisetum humile
29. Pennisetum intectum
30. Pennisetum lanatum
31. Pennisetum latifolium
32. Pennisetum laxius
33. Pennisetum ledermannii
34. Pennisetum longissimum
35. Pennisetum longistylum
36. Pennisetum macrostachys
37. Pennisetum macrourum
38. Pennisetum massaicum
39. Pennisetum mezianum
40. Pennisetum mildbraedii
41. Pennisetum monostigma
42. Pennisetum montanum
43. Pennisetum nervosum
44. Pennisetum nodiflorum
45. Pennisetum nubicum
46. Pennisetum occidentale
47. Pennisetum orientale
48. Pennisetum pauperum
49. Pennisetum pedicellatum
50. Pennisetum peruvianum
51. Pennisetum petiolare
52. Pennisetum pirottae
53. Pennisetum polystachion
54. Pennisetum procerum
55. Pennisetum prolificum
56. Pennisetum pseudotriticoides
57. Pennisetum pumilum
58. Pennisetum purpureum
59. Pennisetum qianningense
60. Pennisetum ramosum
61. Pennisetum rigidum
62. Pennisetum riparium
63. Pennisetum rupestre
64. Pennisetum sagittatum
65. Pennisetum schweinfurthii
66. Pennisetum setaceum
67. Pennisetum shaanxiense
68. Pennisetum sichuanense
69. Pennisetum sieberianum
70. Pennisetum sphacelatum
71. Pennisetum squamulatum
72. Pennisetum stramineum
73. Pennisetum tempisquense
74. Pennisetum thulinii
75. Pennisetum thunbergii
76. Pennisetum trachyphyllum
77. Pennisetum trisetum
78. Pennisetum tristachyum
79. Pennisetum uliginosum
80. Pennisetum unisetum
81. Pennisetum villosum
82. Pennisetum violaceum
83. Pennisetum weberbaueri
84. Pennisetum yemense